# Сергеев, Феофан Сергеевич
Феофан Сергеевич Сергеев (19 декабря 1906, Бичурино, Чебоксарский уезд, Казанская губерния, Российская империя — 2 апреля 1978, Чебоксары, Чувашская АССР, СССР) — советский и чувашский архитектор, член Союза архитекторов СССР (1937).

## Биография
В 1929 году окончил Чебоксарский рабфак, а в 1934 году Московский архитектурный институт. В 1934—1937 годах архитектор-планировщик, в 1937—1939 годах главный инженер, в 1939—1941 годах и 1943—1948 годах управляющий и главный инженер конторы «Чувашпроект» (ныне институт «Чувашгражданпроект»), в 1948—1949 годах главный архитектор Чебоксар, в 1954—1958 годах заместитель начальника Управления по делам архитектуры при Совете министров Чувашской АССР — начальник инспекции Государственного архитектурно-строительного контроля, в 1958—1965 годах архитектор института «Чувашгражданпроект».
6 июля 1941 года был арестован по обвинению в «распространении контрреволюционных провокационных слухов в адрес В. М. Молотова». 22 декабря 1941 года судебной коллегии по уголовным делам Верховного суда ЧАССР был приговорён к лишению свободы сроком на десять лет с поражением в избирательных правах после отбытия наказания на пять лет. Но 28 февраля 1942 года определением судебной коллегии по уголовным делам Верховного суда РСФСР был реабилитирован с постановлением: «Приговор суда отменить и дело в отношении Сергеева Ф. С. в уголовном порядке отменить, освободив его немедленно из под стражи».

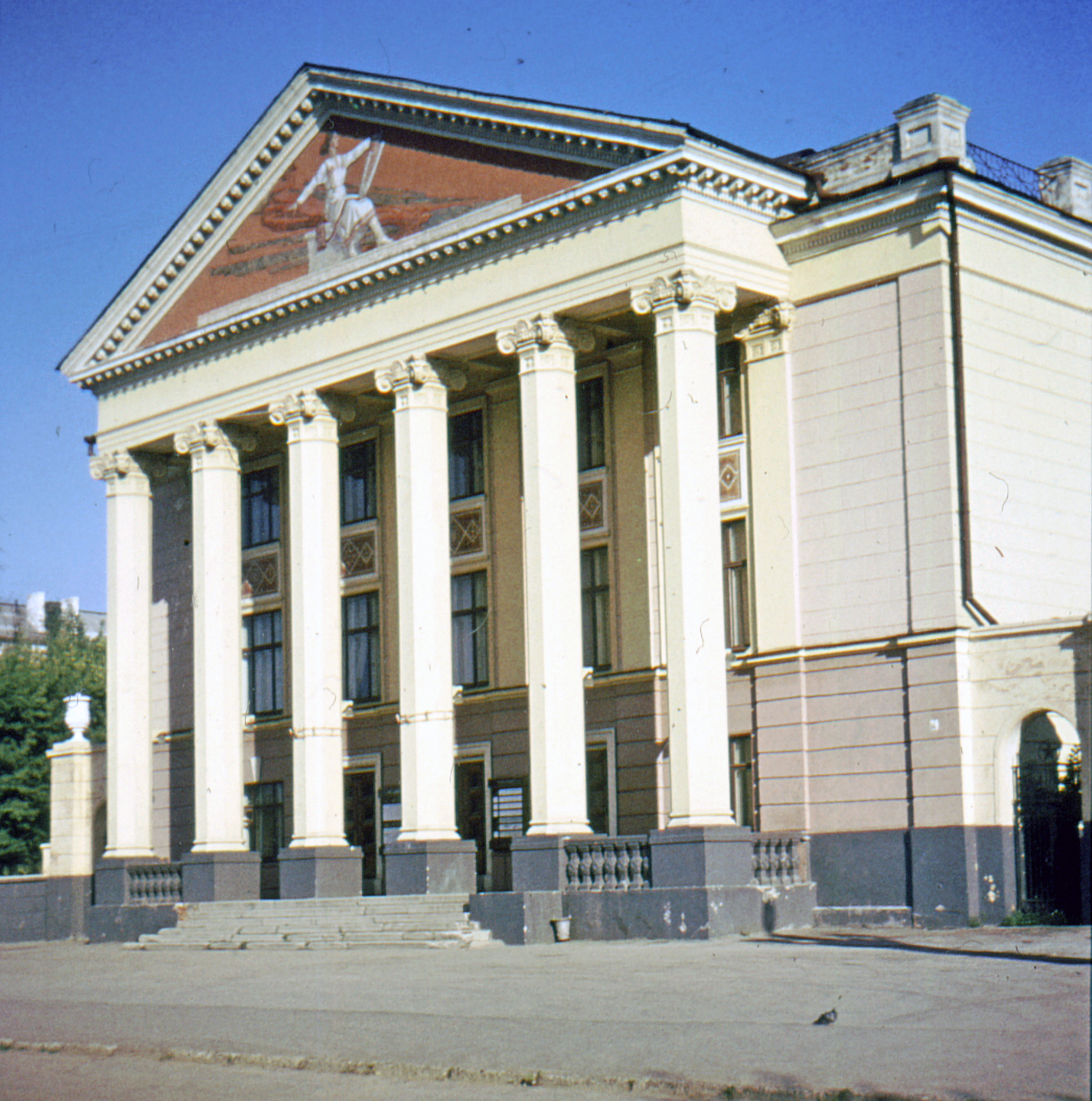
Здание Русского драматического театра в конце 1980-х годов

Ф. С. Сергеев является автором проектов жилых и общественных зданий, построенных в Чебоксарах, из них наиболее значительные: здание МВД Чувашской Республики, здания администрации города Чебоксары, здание Чувашского государственного театра кукол, здание Государственного русского драматического театра, 38-квартирный жилой дом со встроенным продовольственным магазином по ул. К. Маркса, 36-квартирный жилой дом со встроенными предприятиями обслуживания на площади Республики, 24-квартирный жилой дом со встроенным магазином по ул. Ленинградской и другие здания, формирующие центральную часть города. По его проекту выполнены: реконструкция кинотеатра «Родина» (1933; автор В. В. Медведев), здание Русского драматического театра (ранее Чувашской государственной филармонии), благоустройство набережной Волги (сохранились ротонда и балюстрада), осуществлена планировка и застройка Кировского посёлка Чебоксар, жилых районов по улицам Б. Хмельницкого и Коммунальной слободы. 
Проекты Ф. С. Сергеева осуществлены в классическом стиле, а в архитектуре здания Русского драматического театра применены чувашские национальные мотивы. Один из основателей Союза архитекторов Чувашской АССР.